# 쇼와전공 사건

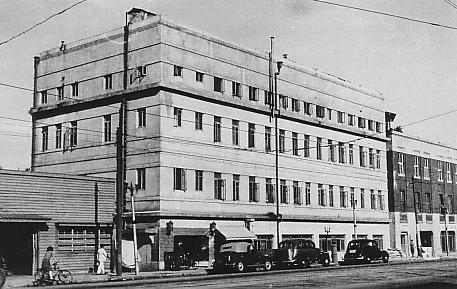
사건 당시의 쇼와전공 본사

쇼와전공 사건(昭和電工事件, 쇼와덴코 사건)은 종전 후 얼마 지나지 않은 1948년(쇼와 23년)에 일어난 부정부패 사건이다. 쇼전 사건(昭電事件), 쇼전 의옥(昭電疑獄)이라고도 한다.

## 과정

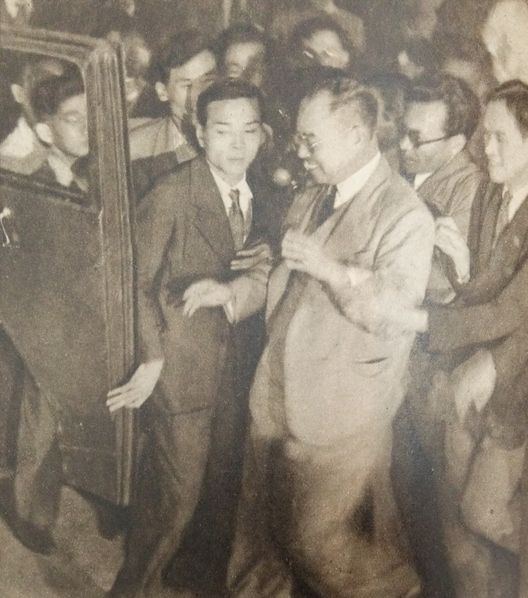
검찰청에 연행되는 구루스 다케오(안경을 쓰고 수갑을 차고 있는 가운데 위치한 남성)

부흥금융금고로부터 부흥 자금 목적의 융자를 얻기 위해 대기업 화학공업회사인 쇼와전공의 히노하라 세쓰조 사장이 정부 고관과 금융 기관 간부에게 뇌물을 뿌린 사건이다. 일본의 민주적 개혁을 중시하던 GHQ 민정국(GS)과 일본에서 반공주의 정책을 추진하던 GHQ 참모2부(G2) 간의 대립으로 이해하기도 한다. 그 연장선상에서 참모제2부가 사건의 배후라는 음모론도 있다. 일본 점령 정책에서 민정국을 배제하고 보수파 내각의 성립을 도모하기 위함이 이유로 꼽히는데 실제로 민정국장 찰스 케디스 대령이 실각하는 계기가 되기도 했다.
사건에 먼저 손을 댄 것은 경찰이었다. 당시 수사2과장으로 훗날 경시총감이 되는 하타노 아키라는 내사를 진행하면서 정치권이 연루된 상당한 규모의 부정부패 사건임을 확신하고 당시 내각이 붕괴할 우려도 했으나 수사를 진행시켰다. 수사 과정에서 GHQ의 직원들도 뇌물을 받은 것이 발각되어 정계 및 재계와 함께 3각 구조의 부정부패 사건임을 파악하게 된다. GHQ는 일본 경찰의 수사 사실을 알고는 압력을 넣어 손을 떼게 하고 GHQ의 의도대로 움직여주는 검찰을 투입시키고자 공작을 벌였다. 표면적인 이유는 경찰이 정보를 누설하고 있다는 것이었다. 하타노는 이를 막고자 《크리스천 사이언스 모니터》의 기자 고든 워커에게 비리 사건과 관련된 GHQ 직원 명단을 모두 넘겨줬다. 워커는 곧장 GHQ를 방문하여 GHQ가 일본 경찰의 수사를 방해하고 있는 것이냐며 물으면서 해당 리스트를 보여줬다. 이후 GHQ는 더 이상 경찰 수사에 간섭하지 않게 되었다. 하지만 워커 기자에게는 갑작스레 한반도로 전근 명령이 떨어졌다. 또한 하타노와 후지타 형사부장도 전근되어 결국 수사는 경찰에서 검찰로 넘어가게 된다. 그렇게 진행된 검찰 수사에서 GHQ에 대한 의혹은 조금도 나오지 않았다.
이후 체포된 사람들로는 대장성 관료인 후쿠다 다케오(훗날의 총리)와 자유민주당의 중진 의원 오노 반보쿠(훗날 자민당 부총재)를 시작으로 여러 당정 고관들에 이르렀다. 그리고 구루스 다케오 경제안정본부 총무장관, 니시오 스에히로 전 부총리까지 검거되면서 아시다 내각은 총사퇴를 하게 되었고 이후 제2차 요시다 내각이 수립되었다. 아시다 히토시도 전직 총리로 물러난 후에 체포되었지만 구루스 외의 정치인들은 모두 무죄를 선고받았다.

## 경위
- 1948년(쇼와 23년)
  - 4월 27일: 중의원에서 쇼와전공의 부흥금융융자를 둘러싼 수뢰가 의제화됨. 비료 공장 확충을 위해 23억 엔에 달하는 융자를 받기 위해 히토하라 사장이 정관재계에 막대한 자금을 뿌림.
  - 6월 23일: 히토하라 사장 체포.
  - 9월 13일: 후쿠다 다케오 대장성 주계국장을 10만 엔 수뢰 의혹으로 체포.
  - 9월 18일: 오노 반보쿠 자민당 고문을 20만 엔 수뢰 의혹으로 체포.
  - 9월 30일: 구루스 경제안전본부 총무장관을 30만 엔 수뢰 의혹으로 체포.
  - 10월 6일: 니시오 스에히로 전 부총리(사회당 서기장)를 100만 엔 수뢰 의혹으로 체포.
  - 10월 7일: 아시다 내각 총사퇴
  - 12월 6일: 중의원 본회의에서 아시다 히토시, 기타우라 게이타로, 가와하시 도요지로에 대한 체포 동의안 통과.
- 1962년: 4월 13일 최고재판소에서 히토하라 사장에게 징역 1년 및 집행유예 5년을 확정, 동년 11월에 구루스에게 징역 8개월 및 집행유예 1년 및 추징금 150만 엔을 확정.[5]

## 수사 결과
부흥금융금고 및 일본흥업은행이 쇼와전공에 융자해주는 과정에 관련된 수뢰자 목록.
1. 히노하라 사장으로부터 뇌물을 받은 사람
  1. 시게마사 세이지(일본비료 이사장, 전 농림차관): 170만 엔, 주식 100만
  2. 구루스 다케오(경제안정본부 총무장관): 45만엔
  3. 니노미야 요시모토(부흥금융금고 이사, 일본흥업은행부총재): 125만 엔, 가택 수리 17만 1,000엔, 양복 2벌 3만 2,000엔
  4. 쓰다 노부히데(상공기관): 4만 엔, 양복 4벌 등 약 8만 3,000엔
  5. 마루야마 지로(야스다은행 상무): 10만 엔, 족자 4장 32만 5,000엔
  6. 후쿠다 다케오(대장성 주계국장): 10만 엔
  7. 노미야마 쓰토무(상공성 화학국 화학비료본부 화학비료1과장): 6만 엔
  8. 요코야마 아키라(야스다은행 본점 융자1과장): 6만 엔
2. 후지이 다카시 상무로부터 뇌물을 받은 사람
  1. 요코야마 아키라: 3만 엔
  2. 다케베 마사루(야스다은행 융자부장): 3만 엔
  3. 히구치 슌지(산와은행 긴자지점 차장): 2만 엔
  4. 하시모토 하루노스케(산와은행 긴자지점장 대리): 1만 5,000엔
  5. 요코다 노보루(산와은행 긴자지점장): 4만 엔